# متلازمة هولت-أورام
متلازمة هولت-أورام (وتسمى أيضًا متلازمة القلب واليد من النوع الأول)، اضطراب صبغي جسدي سائد يؤثر على العظام في الذراعين واليدين (الأطراف العلوية) وغالبًا ما يسبب مشاكل قلبية. قد تشمل المتلازمة غياب العظم الكعبري في الساعد، أو عيوب الحاجز الأذيني في القلب، أو إحصار القلب. تصيب تقريبًا 1 من كل 100000 شخص.

## تمهيد
يعاني جميع المرضى المصابين بمتلازمة هولت-أورام، على الأقل من وجود واحد مما يلي: تشوه في عظام رسغ اليد، والتي غالبًا لا يمكن اكتشافها إلا بالأشعة السينية. ترتبط تشوهات العظام الأخرى بالمتلازمة، وتختلف بشكل كبير في شدتها، وتشمل: غياب الإبهام، والإبهام ثلاثي السلاميات، وعدم تساوي أطوال عظام الذراع العلوية، والغياب الجزئي أو الكامل لعظام الساعد، والتشوهات في عظمة الترقوة أو الكتف. قد تصيب تشوهات العظام جانبًا واحدًا فقط من الجسم أو تكون ثنائية الجانب؛ إذا تأثر كلا الجانبين بشكل مختلف، فعادةً ما يتأثر الجانب الأيسر بشكل أكثر حدة.
يعاني حوالي 75% من الأفراد المصابين بمتلازمة هولت-أورام أيضًا من مشاكل قلبية خلقية، وأكثرها شيوعًا هي عيوب الحاجز الأذيني أو البطيني، قد يعاني المرضى المصابون بالمتلازمة أيضًا من اضطراب في التوصيل القلبي، أو تشوهات في نظام التوصيل الكهربائي للقلب الذي ينسق الحركات الانقباضية. يمكن أن يؤدي ذلك إلى تباطؤ في معدل ضربات القلب (بطء القلب)؛ أو الانقباض السريع وغير الفعال لعضلات القلب (الرجفان)؛ وإحصار القلب.

## علم الوراثة
تسبب الطفرات في جين TBX5 متلازمة هولت-أورام. ينتج جين TBX5 بروتينًا ضروريًا للتطور السليم للقلب والأطراف العلوية قبل الولادة.
متلازمة هولت-أورام لها نمط وراثي سائد، ما يعني أن الطفل يمكنه أن يرث الجين المصاب من أحد الوالدين. ومع ذلك، في 85% من الحالات، لا تكون الطفرة الجينية وراثية، بل تكون عبارة عن طفرة جديدة.

## التشخيص
يمكن إجراء التشخيص اعتمادًا على التظاهرات الجسدية وحدها، إذا كان الشخص يعاني من خلل في عظام الذراع أو اليد ولديه تاريخ شخصي أو عائلي من المشاكل القلبية. إذا كانت الأعراض غير كافية للتشخيص، فقد يخضع المريض للاختبار الجيني للطفرات المرتبطة بالمتلازمة.

## المعالجة
قد يحتاج الشخص المصاب بمتلازمة هولت-أورام إلى علاجات مختلفة، اعتمادًا على كيفية ظهور المتلازمة. يمكن أن تساعد الجراحة والأطراف الصناعية والعلاج الطبيعي أو المهني الأشخاص الذين يعانون من التشوهات العظمية. قد تتطلب العيوب القلبية الجراحة أو الأدوية أو أجهزة تنظيم ضربات القلب أو المراقبة الدقيقة. يجب متابعة النساء الحوامل المصابات بمتلازمة هولت-أورام والاضطرابات القلبية من قبل أخصائي قلبية أثناء الحمل.

## تاريخها
سُميت المتلازمة على اسم ماري هولت وصامويل أورام، اللذين نشرا ورقة بحثية عنها في عام 1960.